# Churt
Churt – wieś w Anglii, w hrabstwie Surrey, w dystrykcie Waverley. Leży 62 km na południowy zachód od centrum Londynu. Miejscowość liczy 1098 mieszkańców.